# 박병원 (축구 선수)
박병원(한국 한자: 朴炳垣, 1983년 9월 2일 ~ )은 대한민국의 축구 선수이며, 포지션은 미드필더이다.

## 축구인 경력

### 선수 경력
2006년 경희대학교 축구부에서 내셔널리그 고양 국민은행에 입단하였다. 고양에서 2012년까지 주전으로 활약하며 101경기에 출전하여 29골을 기록하는 좋은 활약을 펼쳤고 2013년 고양이 FC 안양에 흡수 합병 된 이후 드래프트에서 안양에 지명되었다.
2013년 시즌 종료 후 고양 Hi FC로 이적하였다.